# 蠣崎要
蠣崎 要（かきざき かなめ、1929年 - 1980年3月20日）は、日本の産婦人科医。北海道森町出身。愛称は「がま先生」。医学博士。日本ペンクラブ会員、日本文芸家協会会員。

## 来歴
1954年（昭和29年）、弘前大学卒業後、九州大学講師を経て1964年、国立浜松病院産婦人科医長に就任。1967年、静岡県浜松市にがま産婦人科医院を開業した。1972年（昭和47年）には鍼麻酔を使った帝王切開手術を日本で初めて成功させている。この他、テレビや雑誌にセックスカウンセラーとして出演した。
1980年3月20日、自宅の火事により妻、長女、住み込みの助産婦とともに焼死した。49歳没。

## 著書
国立国会図書館サーチより作成

### 単著
- 『がま先生診療記 若き婦人科医の社会病理学』（弘文堂、1962年）
- 『男女産別法 赤ちゃんの性はえらべるか』（弘文堂、1963年）
- 『可愛い悪女たち ドクトル・ガマ診療ノート』（日本文華社、1965年）
- 『若き婦人科医長の日記』（東都書房、1966年）
- 『女性への愛のカルテ がま先生の診療ノートから』（大光社、1966年）
- 『婦人科医のカルテ がま先生診察記』（日本文華社、1968年）
- 『がま先生の育性論 明るい性のためのエッセイ』（サイマル出版会、1970年）
- 『女の味 婦人科医の診療ノート』（日本文華社、1971年）
- 『性の発見 豊かな愛を実現するために』（産報、1972年）
- 『がま先生の性教育 高校生の部』（高橋書店、1973年）
- 『わが娘の愛と性 パパが知りたい生理の秘密』（白金書房、1974年）
- 『おとこ大学』（がま書房、1976年）
- 『新・おんな大学』（がま書房、1976年）
- 『誰にもできるツボの本』（開発社、1977年）
- 『がま先生の睡眠健康法 下手な眠り方は万病のもと』（池田書店、1977年）
- 『女性のための知的健康法 心と身体の悩みを解決する12章』（海竜社、1977年）
- 『どくとる・がまのこれが性の知恵だ あなたの性知識は間違っていないか』（永岡書店、1979年）

### 共著
- 『私はガンに克った 子宮癌患者と医師の闘病記』 広田晴美共著（恒文社、1966年）
- 『お産の科学 やさしい母親教室』 小南吉男・後藤忠雄共著（サイマル出版会、1971年）
- 『メイコとガマ先生のすぐ効く家庭療法』 中村メイコ共著（産報、1974年）
- 『おんなのからだ』 石浜淳美共著（高橋書店、1974年）
- 『婦人科の針治療』 谷美智士共著（緑書房、1975年）
- 『ハリと産科診療』（医学書院、1975年）
- 『図解鍼灸医学入門 古典鍼灸の法則とその運用』 池田政一共著（医道の日本社、1977年）
- 『誰にもできるツボ療法 症状別治療の実際』 大島久直共著（新星出版社、1978年）
- 『新しい針治療と針麻酔』（東京ヘレン・ケラー協会、1979年）

### 翻訳
- エリザベス・ビング 『らくらくお産法 安産に導く妊婦体操と呼吸法』（海竜社、1977年）
- パトリシア・E・ラリー 『メイキング・ラブ』（海竜社、1979年）

### 監修
- 『心臓病 必ずなおる正しい治療法』（高橋書店、1969年）
- 『胃腸病の治し方』（高橋書店、1974年）
- 『ハート・レンジャー エス・イー・エックス』 福田照著（新評社、1976年）[7] ※どくとる・がま名義

## 映画原作
- 『こちら婦人科』（監督：田畠恒男、1964年）[8]